# 張欣群
張欣群，祖籍北京，前中國電視公司（中視）氣象主播。
張欣群早年畢業於中華民國空軍旗下的空軍氣象學校，與同樣在中視服務的台灣第一位男性電視氣象主播馮鵬年是前後期同學；自空軍氣象學校畢業後，張欣群曾經服務於花蓮、淡水等多個空軍基地的天氣中心30餘年，直到1980年退役。
1980年，馮鵬年因多年來的獨立作業而感到人手不足，中視招募氣象主播，招募的條件是必須具備相當的氣象知識與標準國語；結果，甫退役的張欣群獲選。1980年10月中旬，張欣群開始擔任《中視氣象台》午間氣象主播；1980年12月，馮鵬年出國考察期間，張欣群也負責播報晚間氣象。除了播報氣象，張欣群每天還得處理觀眾來信；信中問題以詢問氣象專有名詞者最多，也有學校、機關、團體委託預報氣象以作為其舉辦活動的參考。